# Robert Leullier
Robert Leullier, né le 15 septembre 1870 à Lignières-Châtelain (Somme) et mort le 5 juillet 1922 à Paris (dans le 4e arrondissement), est un fonctionnaire de l'administration française.
Juriste de formation, il est notamment Préfet du Pas-de-Calais à la fin de la Première Guerre mondiale, dont il prépare la reconstruction.
En tant que préfet de police du département de la Seine, il invente en septembre 1921 la « carte d'identité de Français », qui n'était antérieurement que provisoire et limitée aux franges nomades de la population. L'apposition obligatoire des empreintes digitales sur cette carte est fortement dénoncée comme une pratique assimilant l’honnête citoyen aux délinquants et malfaiteurs. Face aux résistances qui apparaissent rapidement dans l'opinion, la carte reste facultative.

## Biographie
Alexandre Louis Henri Robert Leullier naît en 1870 d'un père notaire. 
1897 : Thèse intitulée  Du Canton, considéré comme organe de décentralisation, avec une introduction historique sur la centralisation à la faculté de droit de l'Université de Paris, thèse pour le doctorat. 
Il est d'abord avocat à la Cour d'appel de Paris. 
Le 10 novembre 1895, il est nommé attaché au cabinet du président du Conseil Léon Bourgeois, qui est aussi Ministre de l’Intérieur
En avril 1896, il est ensuite attaché au cabinet du ministre de l’Intérieur Jean Sarrien. 
Le 19 juillet 1898, il est nommé Sous-préfet d'Avallon.
Le 20 mai 1899, il devient Secrétaire général de la préfecture de l'Ardèche.
Le 8 janvier 1905, il est nommé Sous-préfet de Lodève. Les années 1906-1907 seront socialement difficiles avec des grèves dans le nord et dans les autres régions minières, cassées par Clemenceau et avec des troubles dans les régions viticoles du midi. Le 21 juin le sous-préfet Leullier est « grièvement blessé »   par des viticulteurs lors d'une attaque de sa sous-préfecture à Lodève. C'est cette année-là que le ministère Clemenceau accepte ou encourage la création d'une association des membres de l'administration préfectorale.
Il est nommé le 3 novembre 1906 à Dôle (mais non installé, maintenu à Lodève).
Le 24 juillet 1907, il est Secrétaire général de la préfecture de Meurthe-et-Moselle.
Le 20 novembre 1907, ayant souhaité d'autres fonctions, il devient chef de cabinet du sous-secrétaire d'État à la présidence du Conseil et à l’Intérieur A. Maujan, mis en disponibilité le 4 février 1908 avant d'être désigné administrateur du Territoire de Belfort (25 mai 1909 – non installé).
Le 19 octobre 1909, il est nommé Préfet du Gers.
Le 30 juillet 1911, il décline le poste de consul général pour des raisons familiales.
Le 20 octobre 1911, il est Préfet de l’Aube puis de l’Aisne (16 juillet 1912)  C'est alors que la guerre éclate.
Le 20 février 1918, il est nommé préfet du Pas-de-Calais, l'un des départements qui seront les plus touchés par la guerre. La préfecture doit déménager à Boulogne-sur-Mer avant que l'armée allemande n'investisse la ville. R Leullier réintègre Arras après l'Armistice.
De là, avec les préfets de la Somme et du Nord et avec les forces alliées pour partie encore sur le terrain, il œuvre à la reconstruction, au désobusage et à l'effacement, autant que possible, des séquelles de guerre dans l'Artois dévasté par 4 ans de conflits et entièrement classé, comme 11 autres départements en Zone rouge.
Le 13 mai 1921, il est nommé préfet de police succédant à Fernand Raux (nommé le 29 novembre 1917), et il mourra en fonction le 5 juillet 1922. 
Inhumé à Warlus (dans le monument de l'amicale de police)
Il sera remplacé comme Préfet de police par Armand Naudin (nommé du 11 juillet 1922 au 25 aout 1924).

## Distinctions
- Commandeur de la Légion d'honneur par décret du 30 octobre 1920[10]
  -  Officier de la Légion d'honneur par décret du 9 janvier 1914 (alors préfet de l'Aisne)
  -  Chevalier de la Légion d'honneur par décret du 28 juin 1907
- Officier de l'Instruction publique, le 23 janvier 1907
- Officier de l'ordre du Mérite agricole
  -  Chevalier de l'ordre du Mérite agricole, le 5 mars 1906
- Médaille d'honneur pour acte de courage et de dévouement, argent 2e classe (Médaille du sauvetage)
- Médaille d'honneur de la mutualité (Or)
- Commandeur du Nichan Iftikhar